# Вілворде
Вілворде (нід. Vilvoorde, МФА: [ˈvɪlˌvoːrdə]; фр. Vilvorde) — місто в Бельгії, в окрузі Галле-Вілворде, провінції Фламандський Брабант, Фламандського регіону (Фландрії). 

## Географія
Муніципалітет розташований у центральній частині Бельгії, трохи північніше столиці країни Брюсселя. Складається із міста Вілворде і двох околиць — Гаутем і Конінгсло. Площа міста 21,48 км². Місто поділяється на 3 райони. Населення — 41 843 мешканців (на 2014 рік). Офіційна мова — нідерландська. Франкомовна меншина (близько 20 %) зосереджена в околиці Конінгсло. 10 % населення становлять іспанці, що мігрували після Другої світової війни переважно з андалуського міста Пеньярроя-Пуеблонуево. Густота населення 1795 чол./км². 
Вілворде — розвинуте індустріальне місто. Великий залізничний вузол (особливо важлива лінія — Брюссель — Антверпен), перетинаються кілька автострад. Місто лежить на судноплавному каналі Брюссель — Шельда. 

## Міста-побратими
- Комацу Японія
- Мідделбург Нідерланди
- Мобеж Франція
- Еннепеталь Німеччина
- Пеньярроя-Пуеблонуево Іспанія